# 남부의 여왕 (드라마)
《남부의 여왕》(영어: Queen of the South)은 2016년부터 2021년까지 미국 USA 네트워크에서 방영된 드라마이다.

## 출연진

### 주연
- 앨리스 브라가 - 테레사 멘도사 역
- 베로니카 팔콘 - 도냐 카밀라 바르가스 역
- 저스티나 마차도 - 브렌다 파라 역
- 피터 개디오 - 제임스 발데스 역
- 헴키 머데라 - 포테 갈베스 역
- 헤라르도 타라세나 - 세사르 게메스 역
- 조아킹 드 아우메이다 - 돈 에피파니오 바르가스 역
- 존마이클 에커 - 라이문도 다빌라 역
- 닉 사가르 - 알론소 로바 역
- 얀시 아리아스 - 알베르토 코르테스 역
- 이달리아 바예스 - 이사벨라 바르가스 역
- 알폰소 에레라 - 하비에르 히메네스 역
- 데이비드 앤드루스 - 세실 라피엣 역
- 몰리 버넷 - 켈리 앤 밴오컨 역

### 조연
- 조지프 T. 캄포스 - 보아스 히메네스 역
- 마크 콘수엘로스 - 테오 알리아라페 역
- 라파엘 아마야 - 아우렐리오 카시야스 역
- 니키 딕슨 - 밸러리 포스택 역
- 미셸 두발 - 엔리케 히메네스 역
- 제임스 마르티네스 - 가토 피에로스 역
- 히메나 두케 - 에바 부에메로스 역
- 파올라 안디노 - 올리비아 구티에레스 역
- 라이언 오낸 - 킹 조지 역
- 아르만도 리에스코 - 페카스 역
- 알리미 밸러드 - 마르셀 두마스 역
- 크리스 그린 - 보비 러루 역
- 페페 라파소테 - 라울 로드리게스 역
- 베라 처니 - 옥사나 볼코바 역
- 베일리 체이스 - 에디 브럭스 역
- 첼시 타바레스 - 버디 역
- 소피아 라마 - 에밀리아 역
- 데이비드 비앙키 - 매니 역
- 알레한드로 바리오스 - 치초 역
- 펠리페 바리엔토스 - 차저 역
- 아돌포 알바레스(시즌 1~2)/훌리안 실바(시즌 3~4) - 토니 파라 역
- 코리 하트 - 랜들 그린 역
- 데릭 에번스 - 데이비스 라피엣 역
- 도널드 폴 - 세드릭 역
- 파샤 리흐니코프 - 코스탸 역